# كهرباء فرنسا
كهرباء فرنسا (بالفرنسية: Électricité de France)‏ هي أكبر منتج ومزود للكهرباء في فرنسا والعالم.

في عام 2014، كان حجم أعمالها 72.9 مليار € وصافي الربح 3.7 مليار €، وهو تطور على التوالي من -3.6٪ و+ 5.2٪ مقارنة مع 2013. وفي عام 2012، حققت الشركة 46.2٪ من حجم أعمالها خارج فرنسا.